# SlaughtaHouse
Pour les articles homonymes, voir Slaughterhouse.
Albums de Masta Ace Incorporated
Sittin' on Chrome
(1995)
SlaughtaHouse est le premier album studio de Masta Ace Incorporated, sorti le 4 mai 1993.
L'album s'est classé à la 32e place du Top R&B/Hip-Hop Albums et à la 134e du Billboard 200.

## Liste des titres
| No  | Titre                     | Contient un (des) sample(s) de | Durée |
| --- | ------------------------- | --- | ----- |
| 1.  | A Walk Thru the Valley    | Don't Change Your Love des Five Stairsteps Hydra de Grover Washington, Jr. Case of the P.T.A. des Leaders of the New School | 3:37  |
| 2.  | SlaughtaHouse             | Funky Worm des Ohio Players More Bounce to the Ounce de Zapp Sucker M.C.'s (Krush Groove 1) de Run-DMC Welcome to the Terrordome de Public Enemy Another Victory de Big Daddy Kane To the Right de Brand Nubian Beef des Boogie Down Productions Horny Lil' Devil d'Ice Cube Diary of a Madman de Scarface | 4:50  |
| 3.  | Late Model Sedan          | La Di Da Di de Doug E. Fresh et Slick Rick Mr. Scarface de Scarface | 3:52  |
| 4.  | Jeep Ass Niguh            | | 4:43  |
| 5.  | The Big East              | Hihache du Lafayette Afro Rock Band Handwriting on the Wall d'Earth, Wind and Fire | 4:19  |
| 6.  | Jack B. Nimble            | | 2:52  |
| 7.  | Boom Bashin'              | Funky Drummer de James Brown | 4:10  |
| 8.  | The Mad Wunz              | | 5:09  |
| 9.  | Style Wars                | The Thrill Is Gone de B.B. King The Def Fresh Crew de Roxanne Shanté et Biz Markie | 4:28  |
| 10. | Who U Jackin'?            | Harlem Medley de Galt MacDermot Summer in the City de Quincy Jones featuring Valerie Simpson Theme From Cheers (Where Everybody Knows Your Name) de Gary Portnoy Live At Union Square de DJ Jazzy Jeff and The Fresh Prince Just to Get a Rep de Gang Starr Scenario de A Tribe Called Quest featuring Leaders of the New School Driveby Miss Daisy de Compton's Most Wanted Compton's Lynchin' de Compton's Most Wanted | 5:25  |
| 11. | Rollin' Wit UmDada        | Impeach the President des Honey Drippers Hey DJ de la World's Famous Supreme Team Posse on Broadway de Sir Mix-a-Lot Step to the Rear de Brand Nubian | 5:07  |
| 12. | Ain't U Da Masta          | Blues and Pants by James Brown Sesame Street de Blowfly | 4:39  |
| 13. | Crazy Drunken Style       | Rosey de Jim Sullivan I Can't Stop de John Davis and the Monster Orchestra They Reminisce Over You (T.R.O.Y.) de Pete Rock & CL Smooth Pack the Pipe de The Pharcyde Saturday Nite Live de Masta Ace Incorporated | 3:31  |
| 14. | Don't Fuck Around (Outro) | Misdemeanor de Foster Sylvers | 2:24  |
| 15. | Saturday Nite Live        | Synthetic Substitution de Melvin Bliss My Little Girl de Bobbi Humphrey Get Into It de Big Daddy Kane | 5:59  |
| 16. | Born to Roll              | Funky Worm des Ohio Players Knowledge Me d'Original Concept Justify My Love de Madonna Real Niggaz Don't Die des N.W.A | 4:15  |